# Cuyamecalco Villa de Zaragoza
Cuyamecalco Villa de Zaragoza là một đô thị thuộc bang Oaxaca, México. Năm 2005, dân số của đô thị này là 3783 người.